# Tòa nhà Lắp ráp Phương tiện
Tòa nhà Lắp ráp Phương tiện (tiếng Anh: Vehicle Assembly Building (ban đầu gọi là Vertical Assembly Building), hay VAB) là một tòa nhà tại Trung tâm Vũ trụ Kennedy (KSC) ở Florida, được thiết kế để lắp ráp các bộ phận lớn đã được chế tạo sẵn của phương tiện vũ trụ, như Saturn V, tàu con thoi, Hệ thống Tên lửa đẩy Vũ trụ (SLS), sau đó ghép chúng lại với nhau theo phương thẳng đứng trên một trong ba bệ phóng di động mà NASA sử dụng. 
Với 129.428.000 ft khối (3.665.000 m3), VAB là tòa nhà lớn thứ tám thế giới theo thể tích tính đến năm 2022. Công trình này tọa lạc tại Tổ hợp Phóng 39 ở KSC, cách Jacksonville 149 dặm (240 km) về phía nam, cách Miami 219 dặm (352 km) về phía bắc và cách Orlando 50 dặm (80 km) về phía đông, nằm trên Merritt Island dọc bờ biển Đại Tây Dương của Florida.
VAB từng nắm giữ vị trí tòa nhà cao nhất Florida (526 ft hay 160 m) cho đến năm 1974. Đây cũng là tòa nhà cao nhất Hoa Kỳ không nằm trong khu vực đô thị.

## Lịch sử
Tòa nhà VAB hoàn thành vào năm 1966. Nó được xây dựng với mục đích lắp ráp thẳng đứng phương tiện vũ trụ Apollo – Saturn V và ban đầu được gọi là Vertical Assembly Building. Để chuẩn bị cho các dự án hậu Apollo như chương trình tàu con thoi, công trình được đổi tên thành Tòa nhà Lắp ráp Phương tiện vào ngày 3 tháng 2 năm 1965. Sau đó, nó được sử dụng để ghép tàu quỹ đạo con thoi vào các bể nhiên liệu bên ngoài và tầng đẩy tên lửa nhiên liệu rắn. Sau khi toàn bộ phương tiện vũ trụ được lắp ráp trên bệ phóng di động, một xe vận chuyển bánh xích (crawler-transporter) sẽ di chuyển nó đến Tổ hợp Phóng 39A hoặc 39B.
Trước khi tàu con thoi Columbia bị phá hủy vào năm 2003, NASA đã lắp đặt một mái phụ bên trong VAB để xử lý các mảnh vỡ bê tông rơi xuống do tòa nhà đã trở nên cũ kỹ.
Năm 2020, VAB được Hiệp hội Kỹ sư Xây dựng Hoa Kỳ chỉ định là Cột mốc Xây dựng dân dụng Lịch sử (National Historic Civil Engineering Landmark).

## Xây dựng

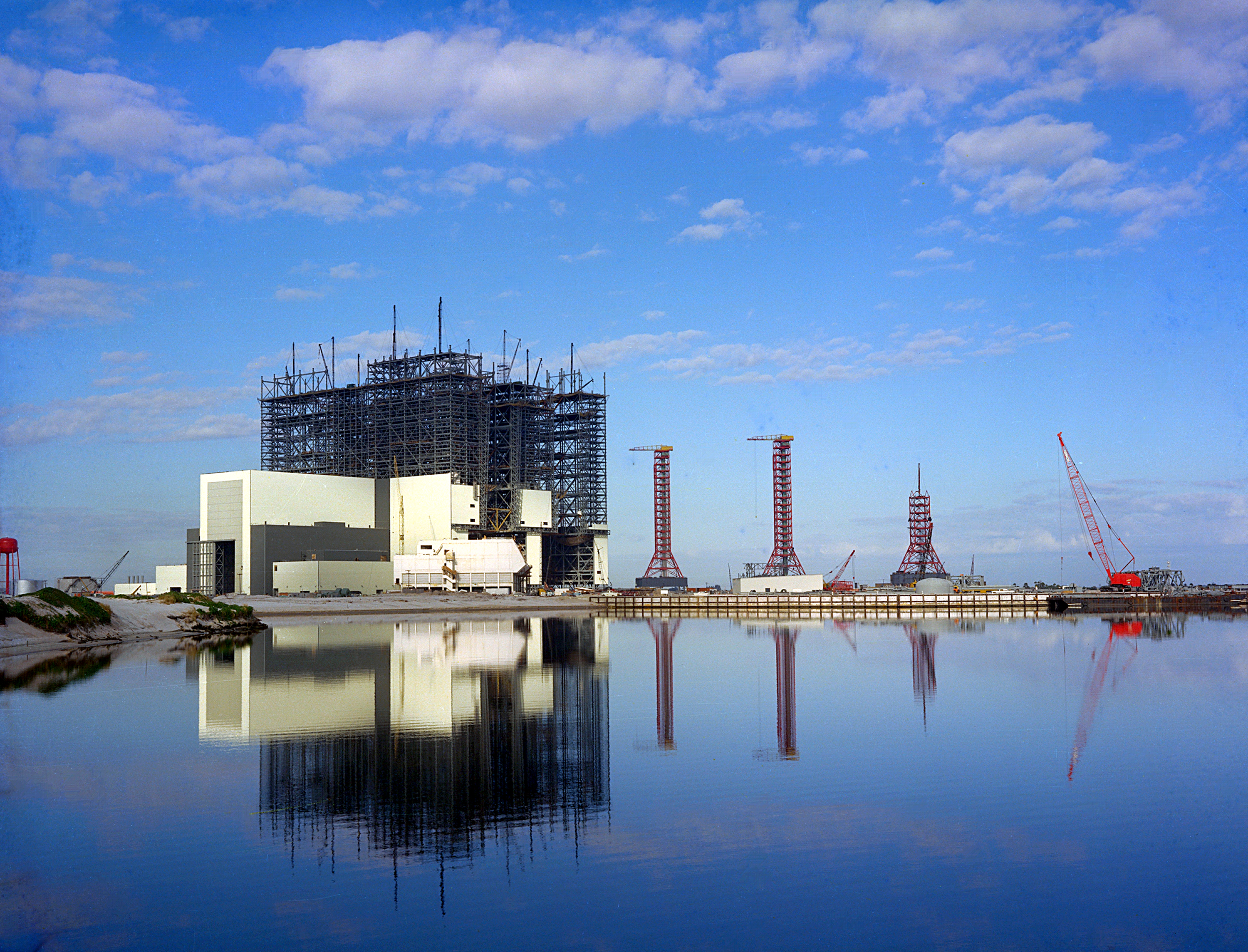
VAB trong quá trình thi công (1965) cùng với ba bệ phóng di động cho tên lửa Saturn V.

Năm 1963, NASA ký hợp đồng với Urbahn Architects để thiết kế và xây dựng VAB. Công trình bắt đầu bằng việc đóng những cọc thép đầu tiên vào ngày 2 tháng 8 năm 1963. Đây là một phần trong nỗ lực của NASA nhằm đưa các phi hành gia lên Mặt Trăng trong chương trình Apollo. Tổng cộng, 4.225 cọc đã được đóng xuống tới 164 foot (50 m) đến nền đá, với phần móng gồm 30,000 thước khối Anh (22,937 m3) bê tông. Việc xây dựng VAB cần đến 98,590 tấn Mỹ (197.180 lb; 89.439 kg) thép. VAB khi hoàn thành có chiều cao 526 foot (160,3 m), chiều dài 716 foot (218,2 m) và chiều rộng 518 foot (157,9 m). Nó bao phủ một diện tích 8 mẫu Anh (32.000 m2) và bao bọc một không gian 129.428.000 foot khối (3.665.000 m3). Nằm trên bờ biển Đại Tây Dương của Florida, tòa nhà được xây dựng để chống chọi với bão nhiệt đới. Mặc dù vậy, VAB vẫn bị hư hại do một số cơn bão.

## Trang thiết bị
Có bốn lối vào các khoang bên trong tòa nhà, đây là bốn cánh cửa lớn nhất thế giới. Mỗi cánh cửa cao 456 foot (139,0 m), gồm bảy panel dọc, bốn panel ngang và mất đến 45 phút để mở hoặc đóng hoàn toàn. Lối vào phía bắc dẫn đến lối đi chuyển tiếp được mở rộng thêm 40 foot (12,2 m) để tàu quỹ đạo con thoi có thể vào. Có một khe ở giữa lối vào phía bắc cho phép bộ ổn định thẳng đứng (vertical stabilizer) của tàu quỹ đạo đi qua.
Để nâng các bộ phận của tàu con thoi, VAB được trang bị năm cần trục, bao gồm hai cầu trục có khả năng nâng 325 tấn, và 136 thiết bị nâng khác.
Tòa nhà cũng có trang thiết bị điều hòa không khí, bao gồm 125 máy thông gió trên mái nhà được hỗ trợ bởi bốn bộ xử lý không khí lớn (bốn cấu trúc hình trụ ở phía tây tòa nhà) có tổng công suất là 10.000 tấn làm lạnh (120.000.000 BTU/giờ, 35 MW) để kiểm soát độ ẩm. Không khí trong tòa nhà có thể được thay thế hoàn toàn sau mỗi giờ. Những cánh cửa lớn có thể khiến sương mù tràn vào tòa nhà và bị giữ lại, dẫn đến tin đồn sai lệch rằng tòa nhà có thời tiết riêng và có thể hình thành mây.

## Bên ngoài

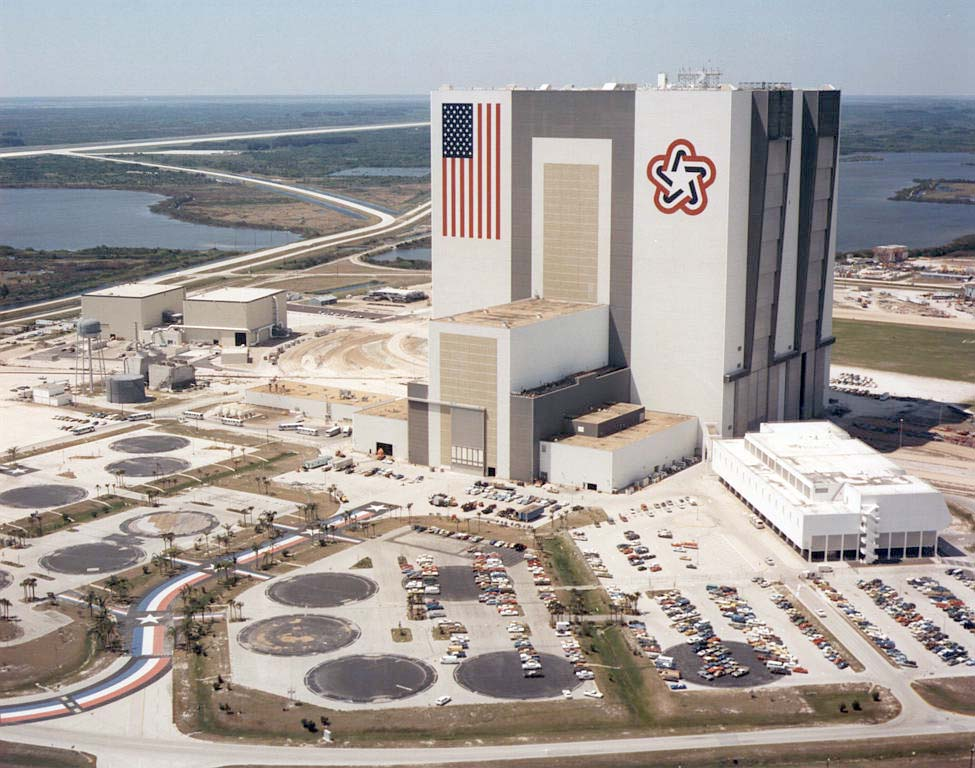
VAB năm 1977, với ngôi sao 200 năm ở phía đối diện với lá cờ

Lá cờ Mỹ được vẽ trên tòa nhà là lá cờ lớn nhất thế giới khi được thêm vào năm 1976 như một phần của lễ kỷ niệm 200 năm thành lập Hoa Kỳ (United States Bicentennial). Biểu tượng ngôi sao của ngày kỷ niệm cũng được vẽ lên tòa nhà, nhưng về sau bị thay thế bằng huy hiệu của NASA vào năm 1998. Lá cờ cao 209 foot (63,7 m) và rộng 110 foot (33,5 m). Mỗi ngôi sao trên lá cờ có đường kính 6 foot (1,83 m), nền màu xanh có kích thước bằng một sân bóng rổ tiêu chuẩn và mỗi sọc rộng 9 foot (2,74 m). Năm 2007, NASA tiến hành phục hồi lớp sơn bên ngoài của cơ sở rộng lớn này. Công việc sửa chữa đã khắc phục những hư hại có thể nhìn thấy được qua nhiều năm mưa bão và thời tiết. Lá cờ và biểu trưng đã được sơn lại trước đó vào năm 1998 để kỷ niệm 40 năm thành lập NASA.
Thiệt hại bên ngoài lớn nhất xảy ra trong mùa bão năm 2004, khi cơn bão Frances thổi bay 850 tấm nhôm 14 nhân 6 foot (4,3 m × 1,8 m) từ tòa nhà, tạo ra các lỗ thủng khoảng 40.000 foot vuông (3.700 m2) ở hai bên. Hai mươi lăm panel khác đã bị gió từ cơn bão Jeanne thổi bay khỏi phía đông chỉ ba tuần sau đó. Vào đầu mùa, bão Charley gây ra thiệt hại đáng kể nhưng không nghiêm trọng, ước tính chi phí sửa chữa là 700.000 đô la Mỹ. Thiệt hại do những cơn bão này gây ra vẫn còn nhìn thấy được vào năm 2007. Một số panel này là "tấm đục lỗ", được thiết kế để tháo rời khỏi VAB khi có sự chênh lệch áp suất lớn ở bên ngoài so với bên trong. Điều này cho phép cân bằng và giúp bảo vệ tính toàn vẹn cấu trúc của tòa nhà khi có sự thay đổi áp suất nhanh chóng như trong các cơn bão nhiệt đới.

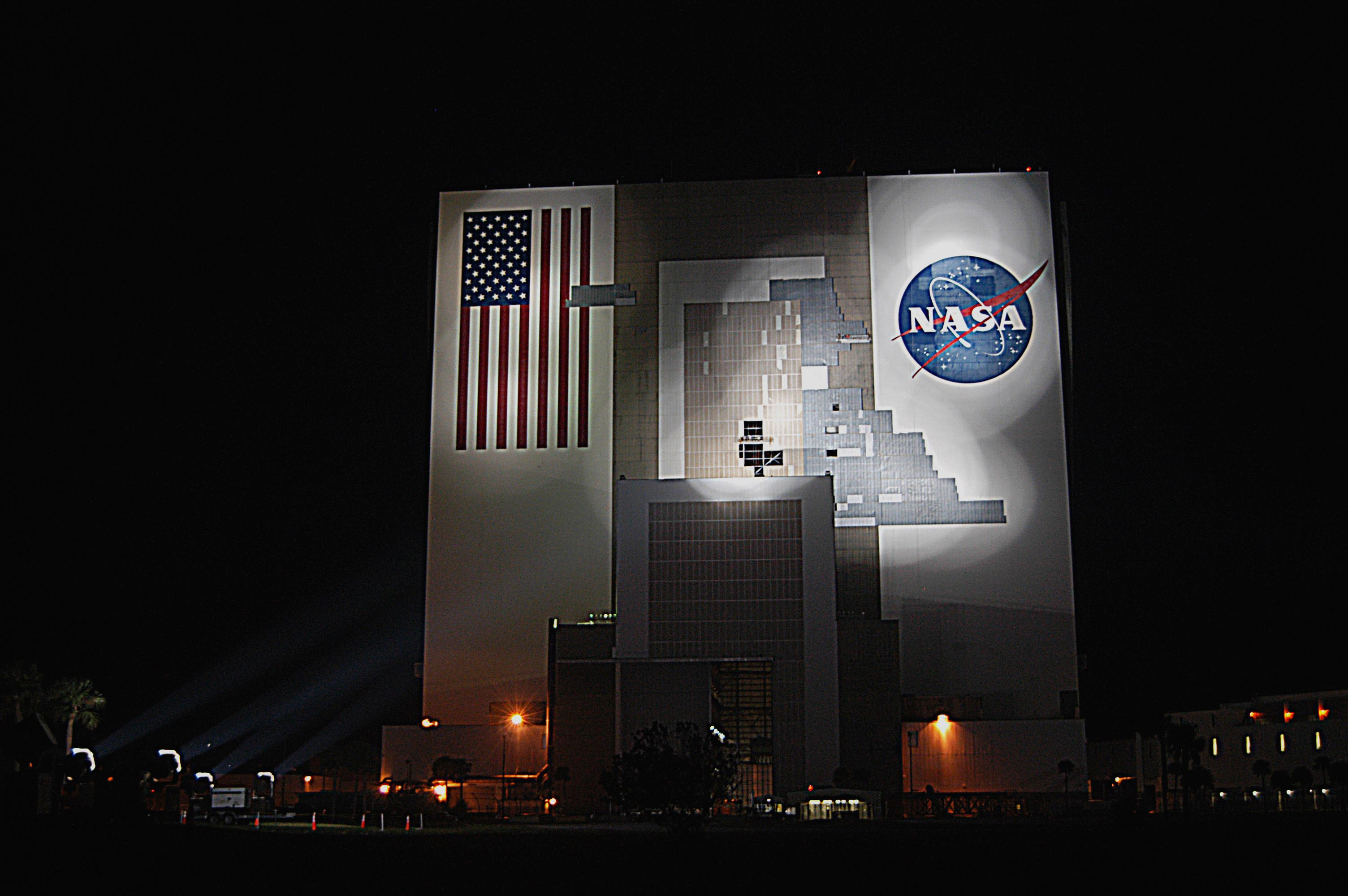
Công tác sửa chữa sau bão Frances

Tòa nhà đã được sử dụng làm bối cảnh trong một số bộ phim Hollywood bao gồm Marooned, SpaceCamp, Apollo 13, Contact và nhiều bộ phim khác.

## Tương lai

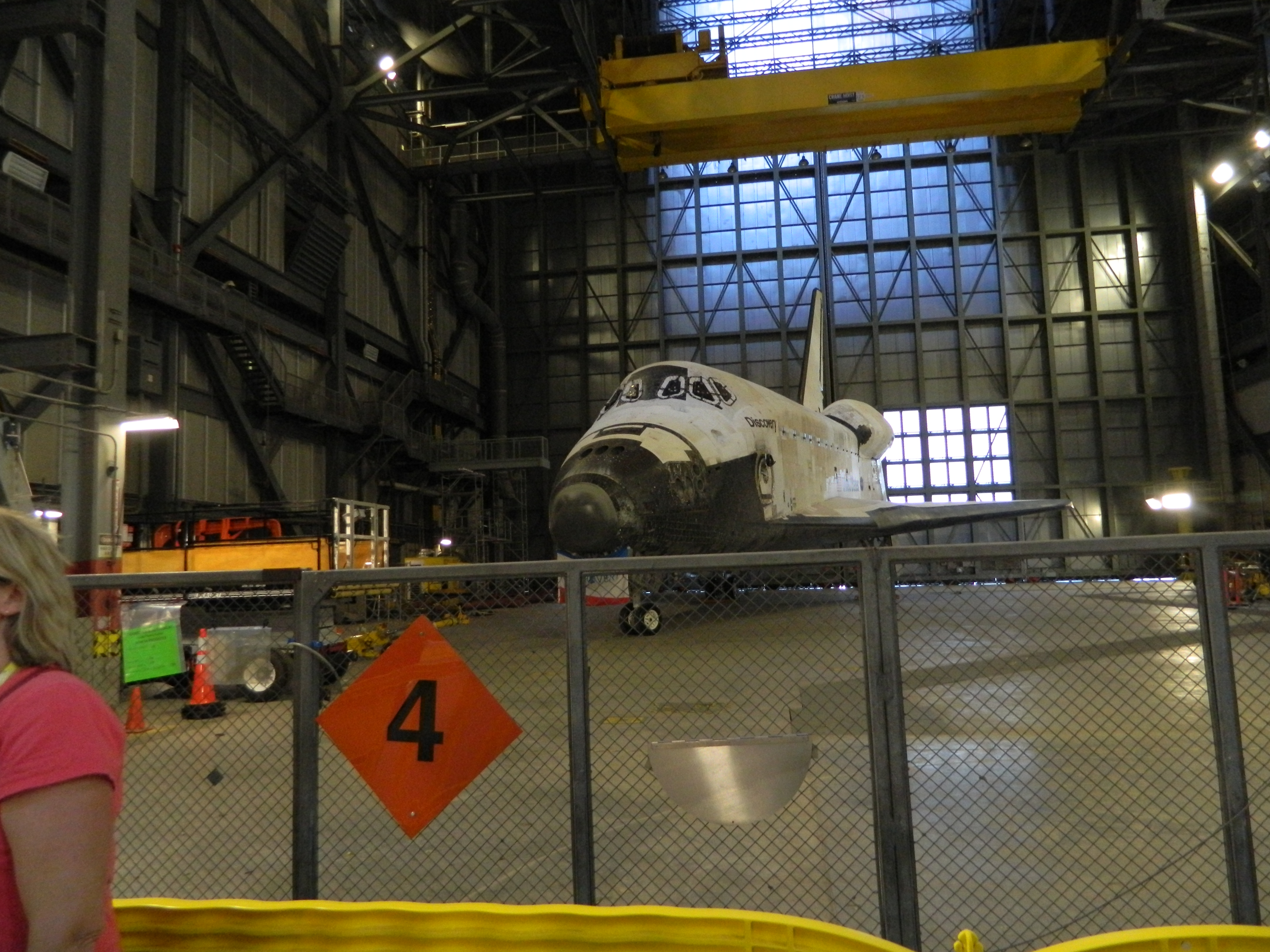
Discovery bên trong VAB đang đợi chuyến bàn giao tới Dulles, Virginia để trưng bày vĩnh viễn tại Bảo tàng Hàng không và Vũ trụ Quốc gia Smithsonian.

Ban đầu, sau khi tàu con thoi dự kiến ngưng hoạt động vào năm 2010, VAB có kế hoạch sẽ cải tạo để xếp chồng các tên lửa đẩy Ares I và Ares V cho chương trình Constellation, tuy nhiên chương trình này đã bị hủy bỏ vào năm 2010. Tàu con thoi ngừng hoạt động vào năm 2011, sau đó NASA tạm thời (sớm nhất là năm 2012) cung cấp các chuyến tham quan VAB cho công chúng. Các tour du lịch này tạm ngừng vào tháng 2 năm 2014 để phục vụ cho việc cải tạo.
Ngân sách năm tài chính 2013 của NASA bao gồm 143,7 triệu đô la Mỹ cho các yêu cầu Xây dựng Cơ sở vật chất (Construction of Facilities, CoF) để hỗ trợ cho chương trình hiện gọi là Artemis và các phương tiện liên quan, bao gồm Hệ thống Tên lửa đẩy Vũ trụ và tàu vũ trụ Orion. NASA bắt đầu sửa đổi Tổ hợp Phóng 39 tại KSC để hỗ trợ SLS vào năm 2014, bắt đầu bằng các sửa chữa lớn, nâng cấp mã và cải thiện độ an toàn cho Trung tâm Điều hành Phóng, Tòa nhà Lắp ráp Phương tiện và Khu Tiện ích VAB (VAB Utility Annex). Đây là công việc cần thiết để hỗ trợ bất kỳ phương tiện phóng nào được vận hành từ Tổ hợp Phóng 39 và sẽ cho phép NASA bắt đầu hiện đại hóa cơ sở vật chất trong thời gian phát triển các yêu cầu cụ thể của phương tiện.
VAB có thể được sử dụng ở một mức độ nào đó để lắp ráp và xử lý bất kỳ phương tiện nào trong tương lai sử dụng Tổ hợp Phóng 39, bên cạnh việc cải tiến khả năng của SLS. Ngày 16 tháng 6 năm 2015, NASA đã công bố thông báo đấu thầu (announcement for proposals, AFP) để tìm kiếm những bên quan tâm đến việc sử dụng High Bay 2 của VAB và các cơ sở phức hợp khác cho mục đích thương mại trong việc "lắp ráp, tích hợp và thử nghiệm các phương tiện phóng". Động thái này phù hợp với mục đích chuyển đổi KSC thành một cảng vũ trụ có thể tiếp cận được với cả chính phủ và các doanh nghiệp thương mại.
Ngày 21 tháng 4 năm 2016, NASA thông báo lựa chọn Orbital ATK (được Northrop Grumman mua lại vào năm 2019) để bắt đầu đàm phán cho High Bay 2. "Thỏa thuận tiềm năng" bao gồm một bệ phóng di động hiện có. Tháng 8 năm 2019, NASA đã hoàn tất thỏa thuận cho Northrop Grumman thuê High Bay 2 và Mobile Launcher Platform 3 để sử dụng với phương tiện phóng OmegA của họ. Tuy nhiên, việc phát triển OmegA sau đó đã bị hủy bỏ vào tháng 9 năm 2020. Northrop Grumman vẫn chưa thực hiện bất kỳ sửa đổi nào đối với High Bay 2 và đang sử dụng nó để lưu trữ phần cứng OmegA. Phần cứng này dự kiến sẽ được tháo khỏi VAB và trả lại cho Northrop Grumman vào cuối tháng 9 năm 2020.

## Thư viện ảnh

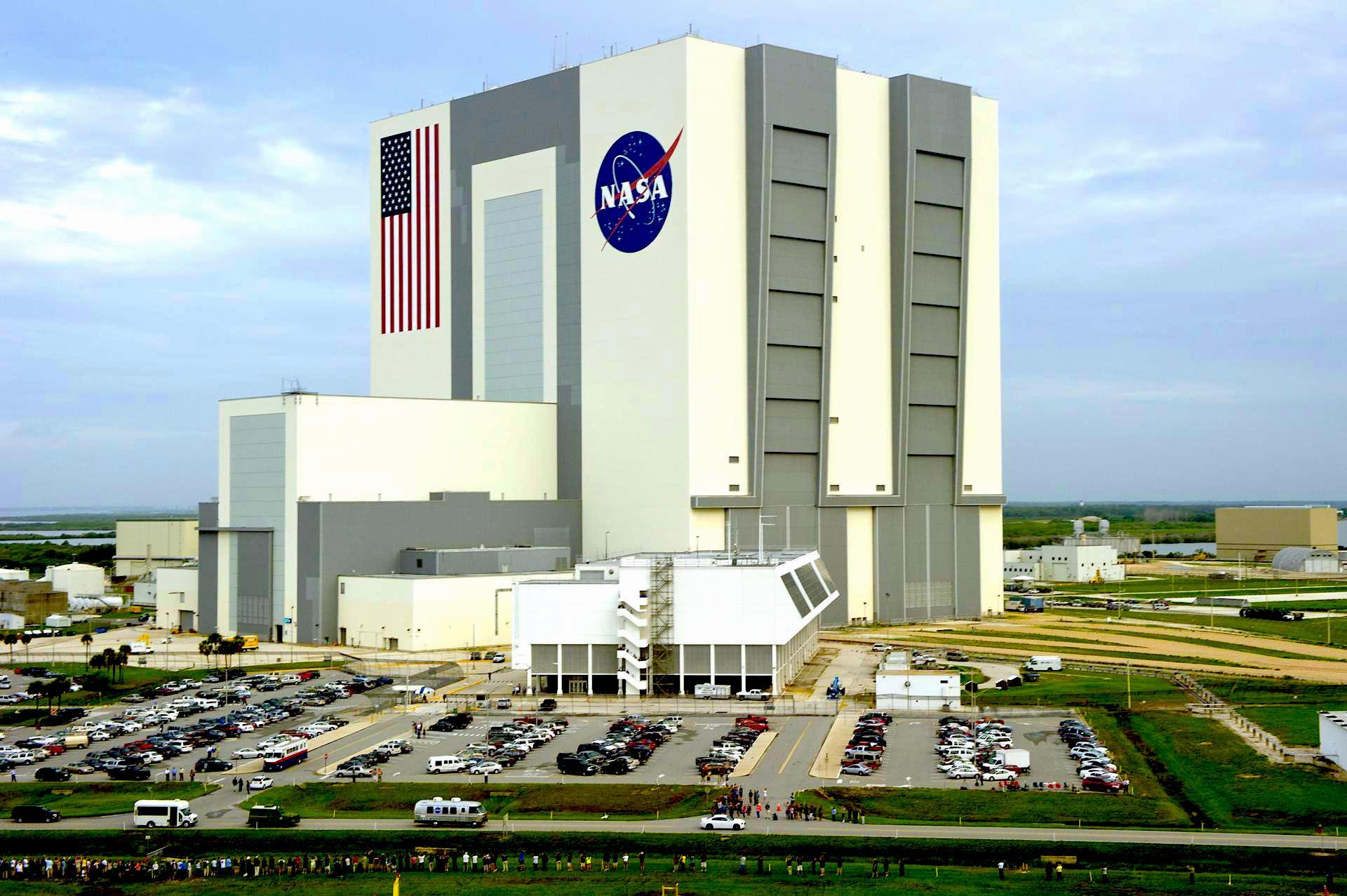
Không ảnh Tòa nhà Lắp ráp Phương tiện, 2011
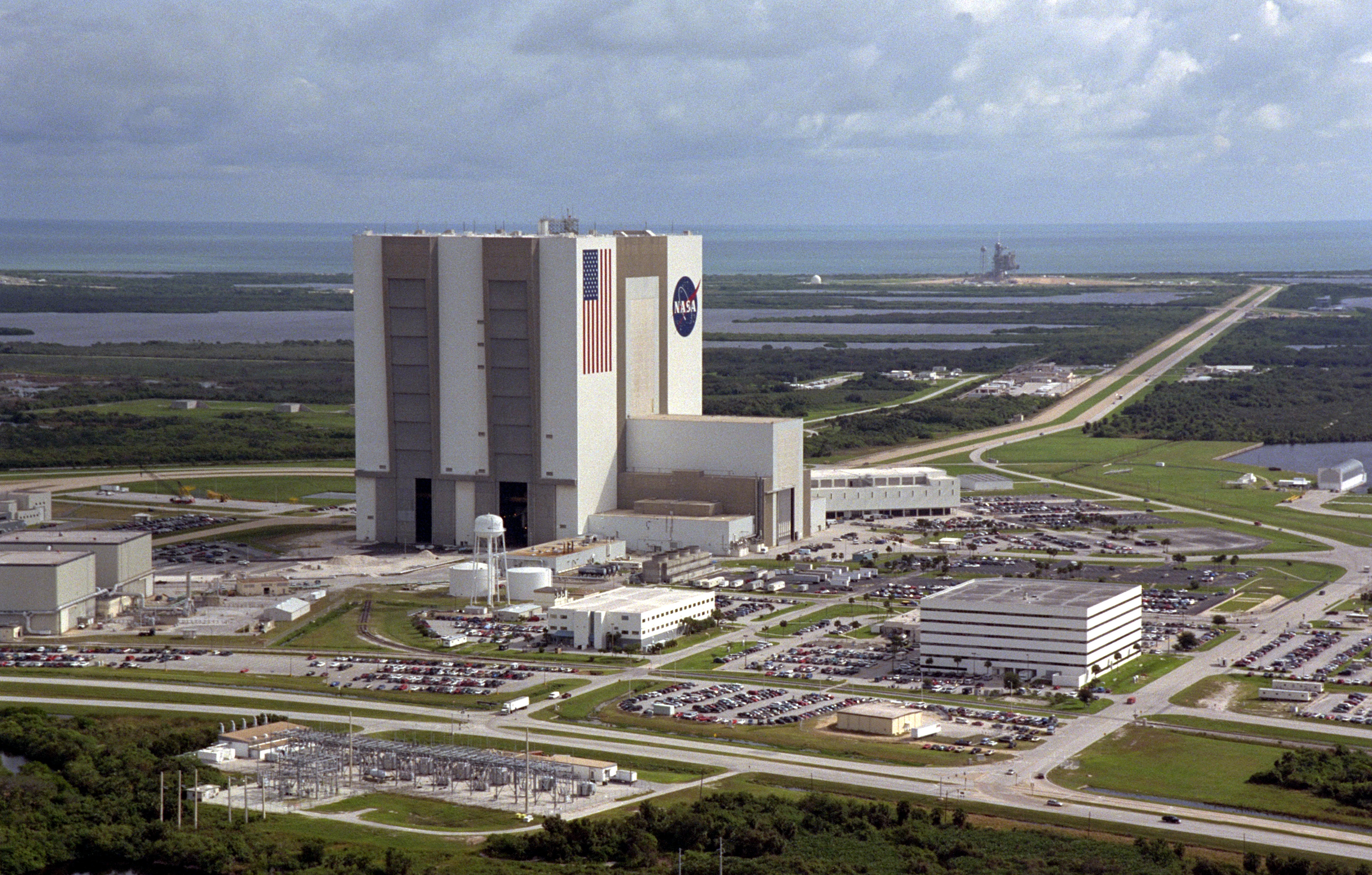
Ảnh toàn cảnh VAB và khu công nghiệp LCC
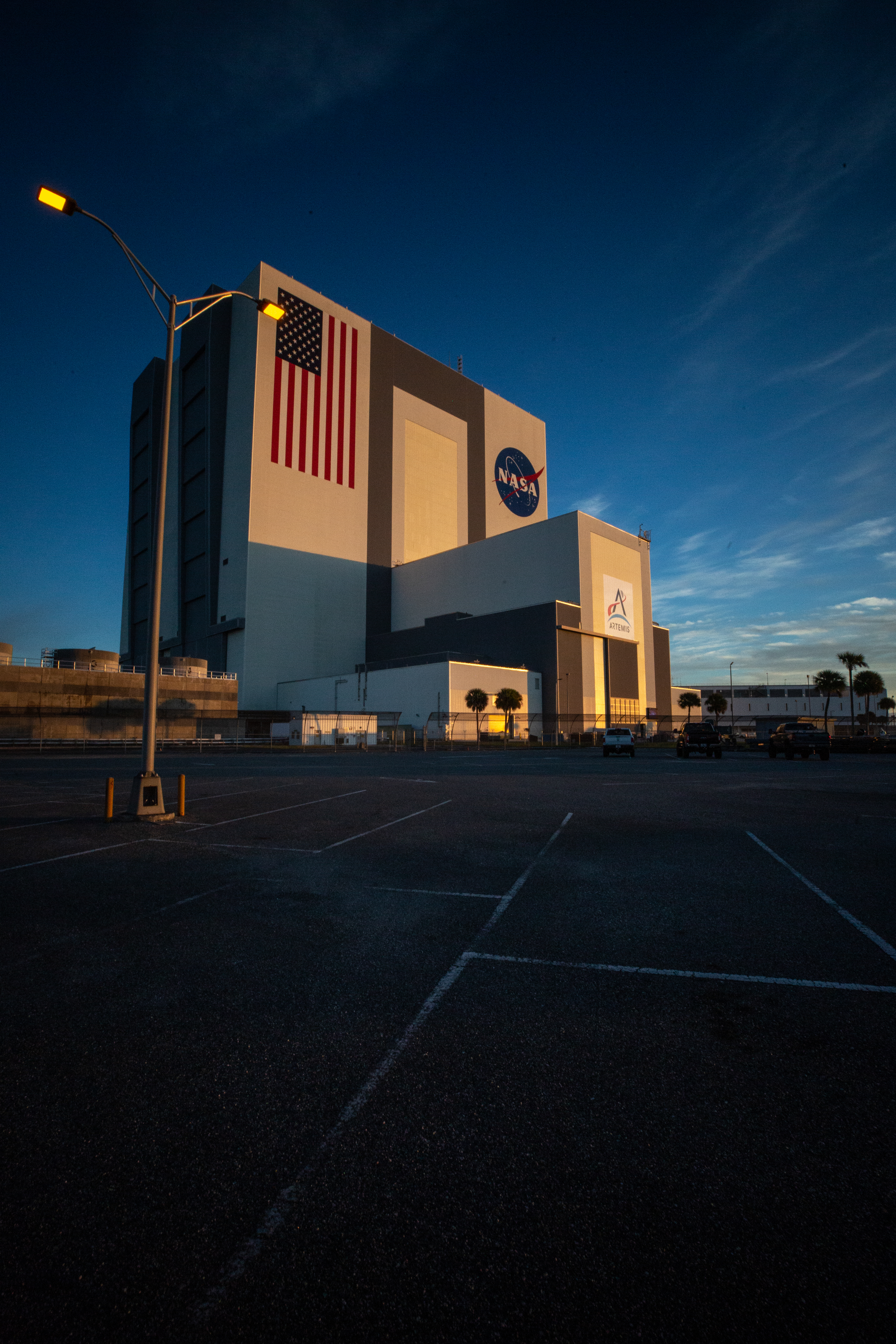
VAB nhìn từ bãi đỗ xe gần đó, 19 tháng 1 năm 2022